# Лутрофор
Лутрофор (грч. λουτροφόρος, од грч. λουτρόν и грч. φέρω; лат. Loutrophoros) је посебна врста грчке керамичке посуде, карактеристичне по издуженом врату са две дршке. Лутрофори су према писању античких извора, служиле за доношење воде са извора Калироје, у којој су се младенци купали, пре венчања. Ове посуде имале су улогу и у ритуалима приликом сахрањивања. Као надгробно обележје, били су симбол чедности.